# Poste totémico

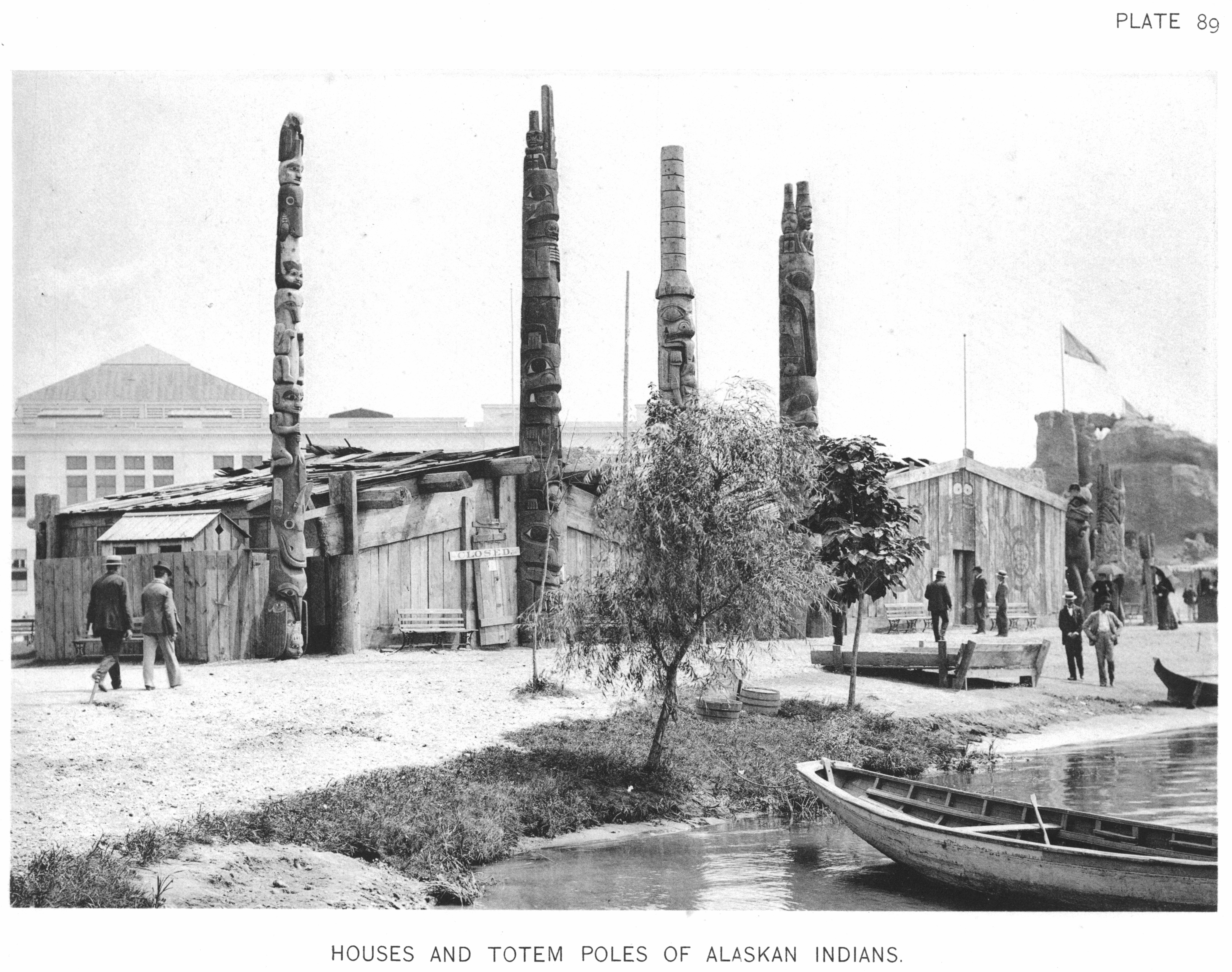
Postes totémicos de Alaska en la Exposición Colombina Mundial de Chicago de 1893

Un poste tótemico (en haida: gyáaʼaang) es una talla monumental característica de los pueblos originarios que se encuentran en el oeste de Canadá y el noroeste de los Estados Unidos. Son una forma de expresión cultural de la costa noroeste, consisten en postes, pilares o columnas tallados con símbolos o figuras. Generalmente se elaboran a partir de árboles grandes, principalmente cedro rojo occidental (Thuja plicata), por las Primeras Naciones y los pueblos indígenas de la costa noroeste del Pacífico, incluidos los haida, tlingit y tsimshian en el norte de la costa noroeste (Suroeste de Alaska y Columbia Británica), los kwakiutl y nuu-chah-nulth en el sur de Columbia Británica, y las comunidades salish en Washington y Columbia Británica.
La palabra tótem deriva del término algonquino odoodem [oˈtuːtɛm], que significa « (su) grupo de parentesco». Las tallas pueden simbolizar o conmemorar a los antepasados, reflejar creencias culturales que relatan leyendas conocidas, linajes de clanes o eventos notables. Los postes también pueden tener funciones arquitectónicas, servir como señales de bienvenida para los visitantes de una aldea, ser recipientes funerarios para los restos de ancestros fallecidos, o incluso usarse como un medio para ridiculizar públicamente a alguien. Estos tótems pueden encapsular una narrativa histórica de gran significado para las personas que los tallan e instalan. Dada la complejidad y los significados simbólicos de estas tallas, su ubicación e importancia dependen del conocimiento del observador y de su conexión con los significados de las figuras y la cultura a la que pertenecen. Contrario a una idea errónea común, los tótems no son objetos de culto ni forman parte de prácticas espirituales.

## Historia

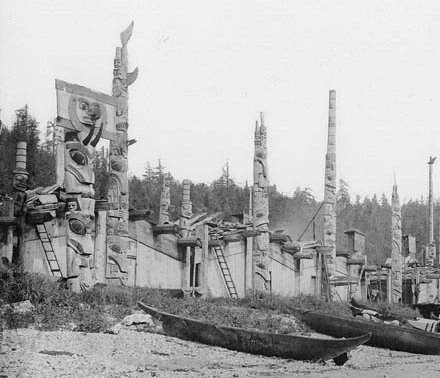
Postes totémicos en Skidegate, 26 de julio de 1878

Los tótems son representaciones importantes del linaje familiar y el patrimonio cultural de los pueblos indígenas en las islas y zonas costeras del noroeste del Pacífico de América del Norte, especialmente en Columbia Británica (Canadá) y en las zonas costeras de Washington y el sureste de Alaska (Estados Unidos). Las familias de talladores tradicionales pertenecen a pueblos como los haida, tlingit, tsimshian, kwakiutl, nuxálk (Bella Coola) y nuu-chah-nulth (Nootka), entre otros. Los tótems suelen tallarse en troncos de Thuja plicata (conocido como cedro gigante o cedro rojo occidental), una madera altamente resistente a la descomposición. Sin embargo, con el tiempo, estos tótems terminan deteriorándose debido al clima húmedo y lluvioso de la costa del Pacífico noroeste. Debido a las condiciones climáticas de la región y a la naturaleza de los materiales utilizados, quedan pocos ejemplos de tótems tallados antes de 1900. Algunos de los más destacados, que datan aproximadamente de 1880, se encuentran en el Museo Real de Columbia Británica en Victoria, el Museo de Antropología de la UBC en Vancouver, el Museo Canadiense de la Historia en Gatineau y el Totem Heritage Center en Ketchikan, Alaska.
Aunque los tótems son los objetos más grandes utilizados por los pueblos indígenas del noroeste del Pacífico para representar su espiritualidad, leyendas familiares, seres sagrados, animales culturalmente importantes, personas o eventos históricos, no son los únicos. Los primeros exploradores europeos que llegaron a la región observaron tótems independientes, pero es probable que estos fueran precedidos por una larga tradición de tallados decorativos. Muchas de sus características estilísticas fueron heredadas de prototipos más pequeños o de los postes de soporte de las vigas de las casas.
Aunque los relatos del siglo XVIII de exploradores europeos que viajaban por la costa indican que ya existían postes decorados en el interior y exterior de las casas antes de 1800, estos eran más pequeños y menos numerosos que en décadas posteriores. Antes del siglo XIX, la falta de herramientas de tallado eficientes, junto con la necesidad de contar con suficiente riqueza y tiempo libre para dedicarse a este arte, retrasó el desarrollo de los tótems independientes y elaboradamente tallados. Antes de la llegada del hierro y el acero a la región, los artistas utilizaban herramientas de piedra, conchas o dientes de castor para tallar, lo que hacía que el proceso fuera lento y laborioso, ya que no se conocían los hachas. Para finales del siglo XVIII, el uso de herramientas metálicas de corte permitió la creación de tallados más complejos y una mayor producción de tótems. Los grandes tótems monumentales que se colocaban frente a las casas en las aldeas costeras probablemente no aparecieron hasta después del comienzo del siglo XIX.
La teoría de Eddie Malin sugiere que los postes evolucionaron a partir de postes de casas, contenedores funerarios y marcadores conmemorativos hasta convertirse en símbolos de riqueza y prestigio familiar y de clan. Según Malin, fueron los haida de Haida Gwaii quienes iniciaron la tradición de esculpir postes tótemicos, y esta se extendió a los tsimshian y tlingit, para luego difundirse a lo largo de la costa de Columbia Británica y el norte de Washington. Esta teoría se respalda en registros fotográficos de la historia cultural de la costa del Pacífico Noroeste, así como en la sofisticación de los diseños de los postes totémicos haida. 
Los relatos del siglo XVIII describen e ilustran postes tallados y casas de madera a lo largo de la costa del noroeste del Pacífico. A principios del siglo XIX, la importación generalizada de herramientas de hierro y acero de Gran Bretaña, Estados Unidos y otros lugares condujo a una producción más fácil y rápida de productos de madera tallada, incluidos postes.
En el siglo XIX, el comercio y los asentamientos estadounidenses y europeos condujeron inicialmente al crecimiento de la talla de postes, pero las políticas y prácticas de aculturación y asimilación de los Estados Unidos y Canadá provocaron un declive en el desarrollo de las culturas de los nativos de Alaska y las Primeras Naciones y sus artesanías, y redujeron drásticamente la producción de postes tótemicos a fines del siglo. Entre 1830 y 1880, el comercio marítimo de pieles, la minería y la pesca dieron lugar a una acumulación de riqueza entre los pueblos costeros. Gran parte de esta riqueza se gastó y distribuyó en fastuosas celebraciones de potlatch, frecuentemente asociadas con la construcción y erección de tótems. Los postes monumentales encargados por los líderes familiares ricos representan su estatus social y la importancia de sus familias y clanes. En las décadas de 1880 y 1890, turistas, coleccionistas, científicos y naturalistas interesados en la cultura indígena coleccionaron y fotografiaron tótems y otros artefactos, muchos de los cuales se exhibieron en exposiciones como la Exposición del Centenario de 1876 en Filadelfia, Pensilvania, y la Exposición Mundial de Columbia de 1893 en Chicago, Illinois.

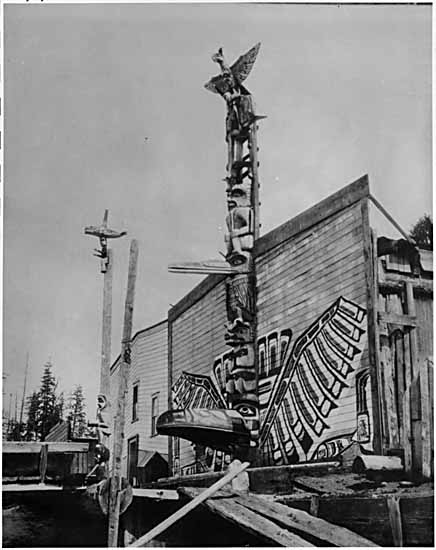
Postes totémicos frente a casas en Alert Bay, Columbia Británica, en la década de 1900

En los siglos XIX y principios del XX, antes de la aprobación de la Ley de Libertad Religiosa de los Indios Americanos en 1978, la práctica de la religión indígena estaba prohibida y los misioneros cristianos también desalentaban enérgicamente las prácticas culturales indígenas tradicionales. Esto incluía la talla de tótems. Los misioneros instaron a los conversos a que cesaran la producción y destruyeran los postes existentes. Casi toda la fabricación de postes totémicos había cesado en 1901. La talla de postes monumentales y mortuorios continuó en algunas aldeas más remotas hasta 1905; sin embargo, como los sitios originales fueron abandonados, los postes y las casas de madera quedaron abandonados al deterioro y al vandalismo.
A finales de la década de 1930, una combinación de resurgimientos culturales, lingüísticos y artísticos, junto con el interés académico y la fascinación y el apoyo continuos de un público educado y empático, llevaron a una renovación y extensión de esta tradición artística. En 1938, el Servicio Forestal de los Estados Unidos comenzó un programa para reconstruir y preservar los viejos postes, rescatando alrededor de 200, aproximadamente un tercio de los que se sabía que estaban en pie a fines del siglo XIX. Con el renovado interés en las artes y tradiciones indígenas en las décadas de 1960 y 1970, se erigieron tótems recién tallados a lo largo de la costa, mientras que la producción artística relacionada se introdujo en muchos medios nuevos y tradicionales, que iban desde baratijas turísticas hasta obras magistrales en madera, piedra, vidrio soplado y grabado, y otros medios tradicionales y no tradicionales.
En junio de 2022, durante el festival bienal Celebration en Juneau, Alaska, el Sealaska Heritage Institute presentó el primer tótem de 360 grados en Alaska: el Tótem de Valores Culturales de Sealaska de 6,7 metros de altura (22 pies). La estructura, tallada en un cedro de 600 años, «representa a las tres tribus del sudeste de Alaska: tlingit, haida y tsimshian».

## Significado y propósito
Los postes tótemicos pueden simbolizar personajes y eventos de la mitología, o transmitir las experiencias de ancestros recientes y personas vivas. Algunos de estos personajes pueden representarse de manera estilizada como objetos de la naturaleza, mientras que otros se tallan de forma más realista. Las tallas de los postes pueden incluir animales, peces, plantas, insectos y humanos, o representar seres sobrenaturales como el pájaro del trueno. Algunos tótems simbolizan seres capaces de transformarse en otra forma, apareciendo como combinaciones de animales o figuras mitad animal/mitad humana. El uso constante de ciertos personajes a lo largo del tiempo, con ligeras variaciones en el estilo de tallado, ayudó a desarrollar similitudes entre estos símbolos compartidos, permitiendo a las personas reconocer uno de otro. Por ejemplo:
- El cuervo se representa con un pico largo y recto.
- El águila tiene un pico curvado.
- El castor aparece con dos grandes dientes frontales, un trozo de madera sostenido entre sus patas delanteras y una cola en forma de remo.

Los significados de los diseños de los postes tótemicos son tan variados como las culturas que los fabrican. Algunos tótems celebran creencias culturales que pueden relatar leyendas familiares, linajes de clanes o eventos notables, mientras que otros son principalmente artísticos. Los animales y otros personajes tallados en el tótem se utilizan normalmente como símbolos para representar personajes o eventos de una historia; sin embargo, algunos pueden hacer referencia a la mitad del propietario del tótem, o simplemente llenar el espacio vacío en el tótem. Las representaciones de lenguas empujando y lenguas unidas pueden simbolizar el poder sociopolítico.
Las figuras talladas se entrelazan unas con otras para formar el diseño general, que puede alcanzar una altura de 18 metros (60 pies) o más. Las tallas más pequeñas pueden colocarse en los espacios vacíos, dentro de las orejas, o incluso colgar de las bocas de las figuras más grandes del tótem.

Algunas de las figuras en los postes actúan como recordatorios simbólicos de disputas, asesinatos, deudas y otros eventos desagradables sobre los cuales los pueblos originarios prefieren guardar silencio. Las historias más conocidas, como las hazañas del Cuervo o la de Kats, quien se casó con la mujer oso, son familiares para casi todas las personas nativas de la región. Las tallas que simbolizan estas historias están suficientemente estilizadas para ser fácilmente reconocidas, incluso por quienes no las heredaron como parte de su propia historia legendaria.

Las personas de culturas que no tallan postes tótemicos suelen asumir que la representación lineal de las figuras otorga mayor importancia a la figura superior, una idea que se popularizó en la cultura dominante a partir de los años 1930 con la expresión "el hombre más bajo en el tótem" (low man on the totem pole) y como título de un libro humorístico exitoso de 1941 escrito por H. Allen Smith. Sin embargo, las fuentes nativas generalmente rechazan esta interpretación lineal o invierten la jerarquía, considerando que las figuras más importantes están en la parte inferior, ya que sostienen el peso de todas las demás, o a la altura de los ojos del observador para resaltar su importancia. Además, muchos tótems no tienen un arreglo vertical jerárquico en absoluto, consistiendo únicamente en una figura solitaria en la parte superior de una columna sin decorar.

## Tipos
Hay seis tipos básicos de esculturas verticales en postes que comúnmente se denominan "tótems"; no todos implican la talla de lo que puede considerarse figuras "tótem": postes frontales de casas, postes interiores de casas, postes mortuorios, postes conmemorativos, postes de bienvenida y el poste del ridículo o la vergüenza.

### Postes frontales de las casas
Este tipo de poste, que suele tener entre 6 y 12 m de altura, es el más decorativo. Sus tallas cuentan la historia de la familia, el clan o la aldea que los posee. Estos postes también se conocen como postes heráldicos, de cresta o familiares. Los postes de este tipo se colocan fuera de la casa del clan de los líderes más importantes de la aldea. A menudo, se tallan figuras de vigilantes en la parte superior del poste para proteger a la familia del propietario del poste y a la aldea. Otro tipo de poste frontal de la casa es el poste de entrada o de la puerta, que se fija al frente central de la casa e incluye una abertura de forma ovalada a través de la base que sirve como entrada a la casa del clan.

### Postes de la casa
Estos postes interiores, que suelen tener entre 2 y 3 m de altura, suelen ser más cortos que los postes exteriores. Los postes interiores sostienen la viga del techo de una casa de clan e incluyen una gran muesca en la parte superior, donde la viga puede descansar. Una casa de clan puede tener de dos a cuatro o más postes, según el grupo cultural que la haya construido. Las tallas en estos postes, como las de los postes frontales de la casa, se utilizan a menudo como un recurso narrativo y ayudan a contar la historia de la familia de los propietarios. Los postes de las casas fueron tallados por los salish de la costa y eran más comunes que los tótems independientes que se ven en los grupos culturales del norte.

### Poste funerario o mortuorio
El tipo más raro de poste tallado es una estructura mortuoria que incorpora cajas funerarias con postes de soporte tallados. Puede incluir una parte trasera empotrada para sostener la caja funeraria. Estos son algunos de los postes más altos y prominentes, alcanzando entre 15 y 21 metros (50 a 70 pies) de altura. Los pueblos haida y tlingit erigen postes mortuorios tras la muerte de individuos importantes de la comunidad. Estos postes pueden tener una única figura tallada en la parte superior, que puede representar el emblema del clan, aunque generalmente presentan tallas a lo largo de toda su extensión. Las cenizas o el cuerpo del fallecido se colocan en la parte superior del poste.

### Poste conmemorativo
Este tipo de poste, que generalmente se coloca frente a una casa del clan, se erige aproximadamente un año después del fallecimiento de una persona. El poste conmemorativo del jefe del clan puede ser levantado en el centro de la aldea. Su propósito es honrar al fallecido e identificar al pariente que asumirá su papel dentro del clan y la comunidad. Tradicionalmente, el poste conmemorativo tiene una figura tallada en la parte superior, aunque puede añadirse una figura adicional en la parte inferior del poste.
Los postes conmemorativos también pueden recordar un evento. Por ejemplo, varios tótems conmemorativos fueron erigidos por los tlingit en honor a Abraham Lincoln, uno de los cuales fue reubicado en Saxman, Alaska, en 1938. El tótem de Lincoln en Saxman conmemora el fin de las hostilidades entre dos clanes tlingit rivales y simboliza la esperanza de paz y prosperidad tras la ocupación estadounidense del territorio de Alaska. La historia comienza en 1868, cuando el gobierno de los Estados Unidos construyó una aduana y un fuerte en la isla Tongass y dejó el buque patrullero Lincoln para vigilar la zona. Después de que los soldados estadounidenses del fuerte y del Lincoln brindaran protección al clan tongass contra su rival, los kagwantan, el clan tongass encargó la creación del tótem de Lincoln para conmemorar el evento.

### Poste de bienvenida
La mayoría de los postes tallados por los pueblos kwakwaka'wakw (Kwakiutl), salish y nuu-chah-nulth (Nootka), incluyen grandes esculturas de figuras humanas, algunas de hasta 12 m de altura. Los postes de bienvenida se colocan en el borde de un arroyo o una playa de agua salada para dar la bienvenida a los invitados a la comunidad, o posiblemente para intimidar a los extraños.

### Poste de la vergüenza/ridículo
Los postes utilizados para el ridículo público suelen llamarse postes de la vergüenza y se crearon para avergonzar a individuos o grupos por sus deudas impagas o cuando hicieron algo mal. Los postes suelen colocarse en lugares destacados y se retiran después de que se paga la deuda o se corrige el mal. Los grabados del poste de la vergüenza representan a la persona avergonzada.
Un poste de la vergüenza famoso es el poste de Seward en el Saxman Totem Park en Saxman, Alaska. Originalmente tallado alrededor de 1885, el poste avergonzaba al ex secretario de Estado de los EE. UU. William H. Seward por su «falta de reconocimiento de los pueblos indígenas en un punto temprano de la historia de Alaska en los EE. UU.», así como por no corresponder a la generosidad de sus anfitriones tlingit después de un potlatch de 1869 dado en su honor. La nariz y las orejas pintadas de rojo de la figura pueden simbolizar la embriaguez o la tacañería de Seward. En la década de 1940, los hombres tlingit inscritos en el Cuerpo Civil de Conservación construyeron una segunda versión del poste; según la Sociedad Histórica de Alaska, el gobierno de los Estados Unidos no sabía que la intención del poste era avergonzar a Seward hasta después de la finalización del proyecto. En 2014, este segundo poste comenzó a desmoronarse. En 2017, el artista local Tlingit Stephen Jackson talló una versión renovada que combinó la caricatura política con el estilo de la Costa Noroeste.
Otro ejemplo de poste de la vergüenza es el poste de las Tres Ranas en la isla del jefe Shakes, en Wrangell, Alaska. Este poste fue erigido por el jefe Shakes para avergonzar al clan Kiks.ádi y obligarlo a pagar una deuda contraída para el sustento de tres mujeres Kiks.ádi que supuestamente cohabitaban con tres esclavos en la casa de Shakes. Cuando los líderes Kiks.ádi se negaron a pagar la manutención de las mujeres, Shakes encargó un poste con tallas de tres ranas, que representaban el escudo del clan Kiks.ádi. No se sabe si la deuda fue pagada alguna vez. El poste se encuentra junto a la Casa Tribal del Jefe Shakes en Wrangell. La forma única de travesaño del poste se ha asociado popularmente con la ciudad de Wrangell y continúa usándose como parte del mástil del periódico Wrangell Sentinel.
En 1942, el Servicio Forestal de los Estados Unidos encargó un poste para conmemorar a Alexander Baranof, el gobernador ruso y gerente de la Russian American Company, como un proyecto de obras civiles. La intención original del poste era conmemorar un tratado de paz entre los rusos y los tlingit que el gobernador ayudó a negociar en 1805. George Benson, un tallador y artesano de Sitka, creó el diseño original. La versión completa originalmente se encontraba en Totem Square en el centro de Sitka, Alaska. Cuando Benson y otros talladores de Sitka no estaban disponibles para hacer el trabajo, el Servicio Forestal de los Estados Unidos hizo que los trabajadores de la CCC tallaran el poste en Wrangell, Alaska. Debido a que los grupos nativos de Sitka y Wrangell eran rivales, se ha argumentado que los talladores de Wrangell pueden haber alterado el diseño original de Benson.Por razones desconocidas, los talladores de Wrangell representaron la figura de Baranov sin ropa.Tras una ceremonia de remoción patrocinada por la Tribu Sitka de Alaska, el poste fue bajado por cuestiones de seguridad el 20 de octubre de 2010, utilizando fondos del Departamento de Salud y Servicios Sociales de Alaska. El Sitka Sentinel informó que, mientras estaba en pie, "se decía que era el tótem [poste] más fotografiado de Alaska". El poste fue re-erigido en Totem Square en 2011.
El 24 de marzo de 2007, se erigió un poste de la vergüenza en Córdova, Alaska, que incluye el rostro invertido y distorsionado del ex director ejecutivo de Exxon, Lee Raymond. El poste representa la deuda impaga de 5 000 millones de dólares en daños punitivos que un tribunal federal de Anchorage, Alaska, determinó que Exxon debe por su papel en provocar el derrame de petróleo del Exxon Valdez en Prince William Sound.

## Postes totémicos fuera de su contexto original
Algunos postes del noroeste del Pacífico se han trasladado a otros lugares para exhibirlos fuera de su contexto original.[62]
En 1903, el gobernador del distrito de Alaska, John Green Brady, recolectó quince postes tlingit y haida para exhibiciones públicas de pueblos del sureste de Alaska. En la Exposición de la Compra de Luisiana (la feria mundial celebrada en San Luis, Misuri, en 1904), catorce de ellos se instalaron inicialmente fuera del pabellón de Alaska en la feria; el otro, que se había roto en el transporte, fue reparado e instalado en el pueblo Esquimau de la feria. Trece de estos postes fueron devueltos a Alaska, donde finalmente se instalaron en el Parque histórico nacional de Sitka. Los otros dos postes se vendieron; Un poste del pabellón de Alaska fue al Museo Público de Milwaukee y el poste de Esquimau Village fue vendido y luego entregado al industrial David M. Parry, quien lo instaló en su propiedad en lo que se conoció como el vecindario Golden Hill de Indianápolis, Indiana. Aunque los restos del poste original en Golden Hill ya no existen, se levantó una réplica el 13 de abril de 1996, en el césped delantero del Museo Eiteljorg de Indios Americanos y Arte Occidental en Indianápolis. Aproximadamente dos años después, la réplica se trasladó al interior del museo y, en 2005, se instaló en un nuevo atrio después de la finalización de un proyecto de expansión del museo.

### Ley de Reorganización India

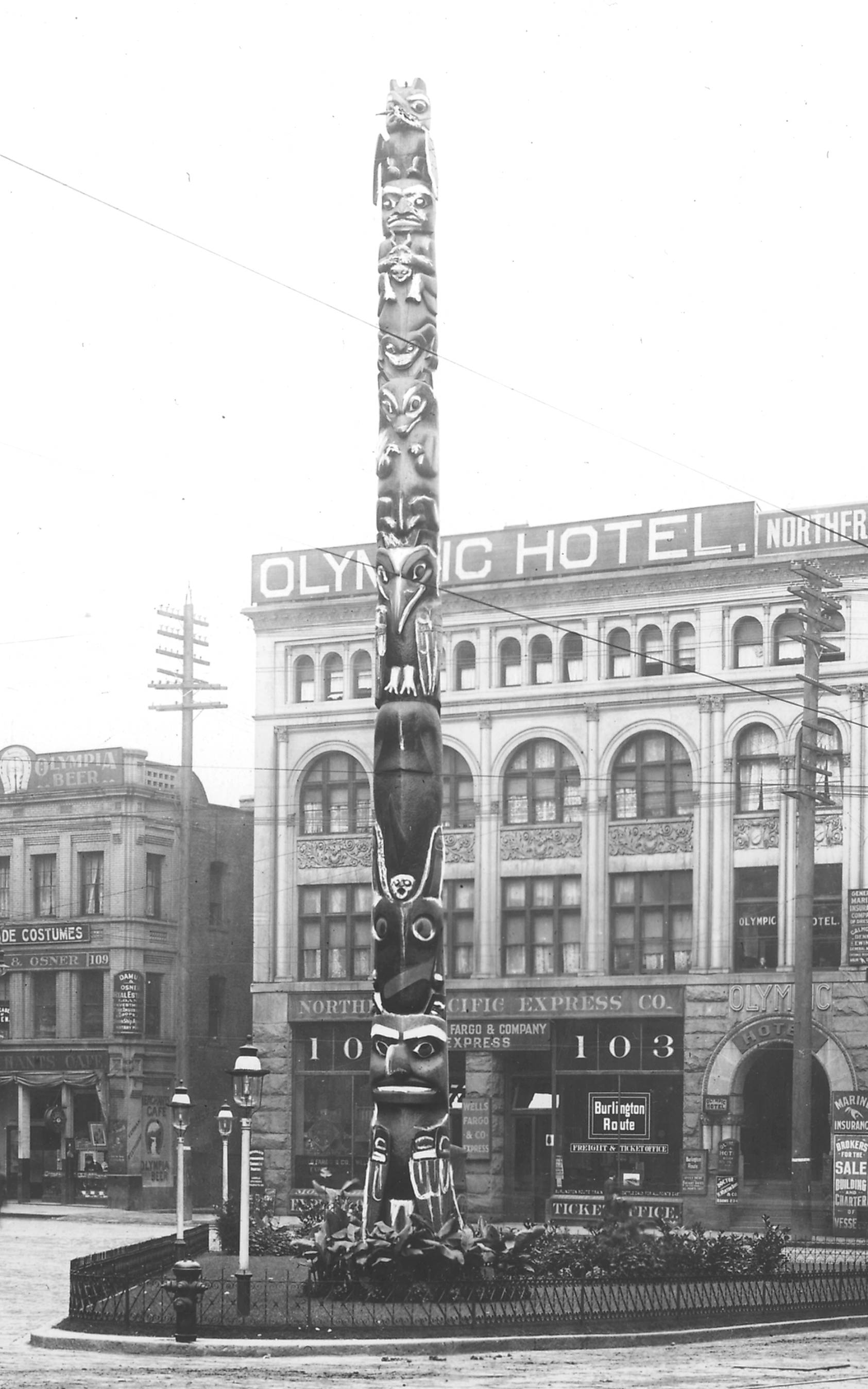
Poste totémico tlingit traído desde Alaska a Pioneer Square en Seattle

La Ley de Reorganización India (IRA), o New Deal indio, de la década de 1930 promovió fuertemente las artes y artesanías nativas en los Estados Unidos, y en los postes totémicos descubrieron un arte que era ampliamente apreciado por la sociedad blanca. En Alaska, la División India del Cuerpo Civil de Conservación restauró tótems antiguos, copió aquellos que no se podían reparar y talló otros nuevos. La Junta de Artes y Artesanías Indígenas, una agencia del gobierno federal de los Estados Unidos, facilitó su venta al público en general. El proyecto fue lucrativo, pero los antropólogos se quejaron de que despojaba a los nativos de su cultura tradicional y despojaba del significado de los tótems.
Otro ejemplo ocurrió en 1938, cuando el Servicio Forestal de los Estados Unidos comenzó un programa de restauración de postes totémicos en Alaska. Los postes fueron retirados de sus lugares originales como postes funerarios y de cresta para ser copiados o reparados y luego colocados en parques basados en diseños de jardines ingleses y franceses para desmitificar su significado para los turistas.
En Inglaterra, en la orilla del lago Virginia Water, al sur del Windsor Great Park, hay un poste totémico canadiense de 30 m de altura que fue entregado a la reina Isabel II para conmemorar el centenario de la Columbia Británica. En Seattle, Washington, se erigió un tótem funerario tlingit en Pioneer Square en 1899, después de haber sido sustraído de un pueblo de Alaska. Además, las colecciones de tótems del Parque Stanley de Vancouver, el Parque Thunderbird de Victoria y el Museo de Antropología de la Universidad de Columbia Británica fueron retiradas de sus ubicaciones originales en toda la Columbia Británica. En el Parque Stanley, el tótem funerario skedans original ha sido devuelto a Haida Gwaii y ahora está reemplazado por una réplica. A fines de la década de 1980, los postes tallados restantes se enviaron a varios museos para su conservación, y la junta del parque encargó y prestó tallas de reemplazo.

## Construcción y mantenimiento

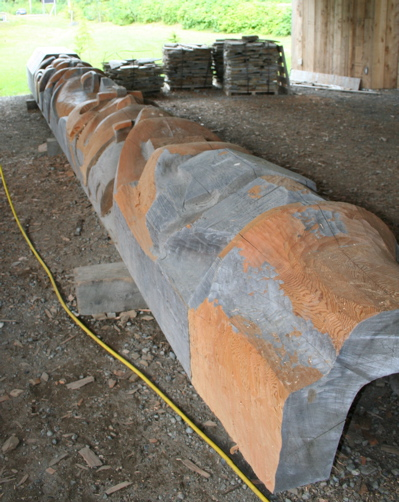
Poste haida incompleto

Una vez que se selecciona el árbol que se utilizará para el poste, se tala y se traslada al sitio de tallado, donde se le retira la corteza y la capa exterior de madera (albura). Luego, se elige el lado del árbol que será tallado y se elimina la mitad trasera del tronco. El centro del tronco se ahueca para hacerlo más ligero y evitar que se agriete. En los primeros tiempos, las herramientas utilizadas para tallar postes tótemicos estaban hechas de piedra, conchas o hueso, pero a finales del siglo XVIII, el uso de herramientas de hierro hizo que el trabajo de tallado fuera más rápido y sencillo. En los inicios, el diseño básico de las figuras podía pintarse directamente sobre la madera para guiar a los talladores; sin embargo, en la actualidad, los talladores utilizan patrones de papel como guía para sus diseños. Se emplean motosierras para dar forma y realizar cortes preliminares, mientras que las azuelas y los cinceles se utilizan para desbastar la madera. Para los detalles más finos, los talladores recurren a cuchillos y otras herramientas de carpintería. Una vez finalizado el tallado, se aplica pintura para resaltar los detalles específicos de las figuras.
Levantar un tótem rara vez se realiza utilizando métodos modernos, incluso cuando se instalan en contextos contemporáneos. La mayoría de los artistas prefieren utilizar un método tradicional, seguido de una ceremonia de levantamiento del tótem. Este método tradicional consiste en excavar una zanja profunda, donde un extremo del tótem se coloca en el fondo mientras el otro extremo se sostiene en un ángulo ascendente mediante un andamio de madera. Cientos de hombres fuertes levantan el tótem hasta colocarlo en posición vertical en su base, mientras otros lo estabilizan con cuerdas laterales y lo refuerzan con vigas cruzadas. Una vez que el tótem está en pie, la zanja se rellena con piedras y tierra. Después de completar el levantamiento, el tallador, sus asistentes y otros invitados al evento realizan una danza de celebración junto al tótem. Por lo general, se lleva a cabo una celebración comunitaria llamada potlatch para conmemorar este evento especial.
Los postes tótemicos generalmente no se mantienen en buen estado después de su instalación y la celebración del potlatch. Por lo general, tienen una duración de entre 60 y 80 años; solo unos pocos han permanecido en pie más de 75 años, y aún menos han alcanzado los 100 años de antigüedad. Cuando la madera se pudre tanto que el tótem comienza a inclinarse y representa un peligro para los transeúntes, suele ser destruido o derribado y retirado. Los postes más antiguos suelen caer durante las tormentas invernales que azotan la costa. Los propietarios de un tótem colapsado pueden encargar uno nuevo para reemplazarlo.

## Propiedad cultural
Cada cultura suele tener reglas y costumbres complejas respecto a los diseños tradicionales representados en los postes tótemicos. Generalmente, estos diseños se consideran propiedad de un clan o grupo familiar de talladores tradicionales, y su propiedad no se transfiere necesariamente a la persona que encarga la talla. Ha habido protestas cuando personas sin formación en los métodos tradicionales de tallado, el significado cultural y los protocolos han creado "falsos tótems" para exhibiciones públicas superficiales y con fines comerciales. La apropiación indebida de la cultura de la costa noroeste del Pacífico por parte del mercado del arte y los suvenires turísticos ha llevado a la producción de imitaciones baratas de tótems, realizadas con poco o ningún conocimiento de sus complejas convenciones estilísticas o su significado cultural. Estas imitaciones incluyen reproducciones para uso comercial e incluso humorístico en lugares donde se sirve alcohol, así como en otros contextos que son insensibles o directamente ofensivos a la naturaleza sagrada de algunas de estas tallas.
A principios de la década de 1990, la Primera Nación haisla, de la región noroeste del Pacífico, inició una larga lucha para repatriar el poste totémico Gʼpsgolox, que se encontraba en el Museo de Etnografía de Suecia. Sus esfuerzos tuvieron éxito y fueron documentados en el documental Totem: The Return of the G'psgolox Pole, dirigido por Gil Cardinal y producido por la National Film Board de Canadá.
En octubre de 2015, un poste tlingit fue devuelto desde Hawái a Alaska después de haber sido retirado de una aldea en 1931 por el actor de Hollywood John Barrymore.